# 아시아 문화개발협력기구
아시아 문화개발협력기구(Institute of Asian Culture and Development, 약칭 IACD)는 아시아 국가들 사이의 민간 교류를 위한 기독교 계열의 비영리 단체이다. 1982년 설립되어 1993년 대한민국 외교통상부에 등록되었다.
설립 목적은 아시아 국가들 사이에서 비정치 분야의 전문인력 교류와 학술 교류를 통하여 국가간 이해와 관계 증진을 도모하는 것으로, 교류 분야는 인문, 사회, 종교, 예술, 문화 등 비정치 분야이다. 대한민국 정부출연기관인 한국국제협력단(KOICA)의 정회원이다.